# Konvent 3 (Quedlinburg)

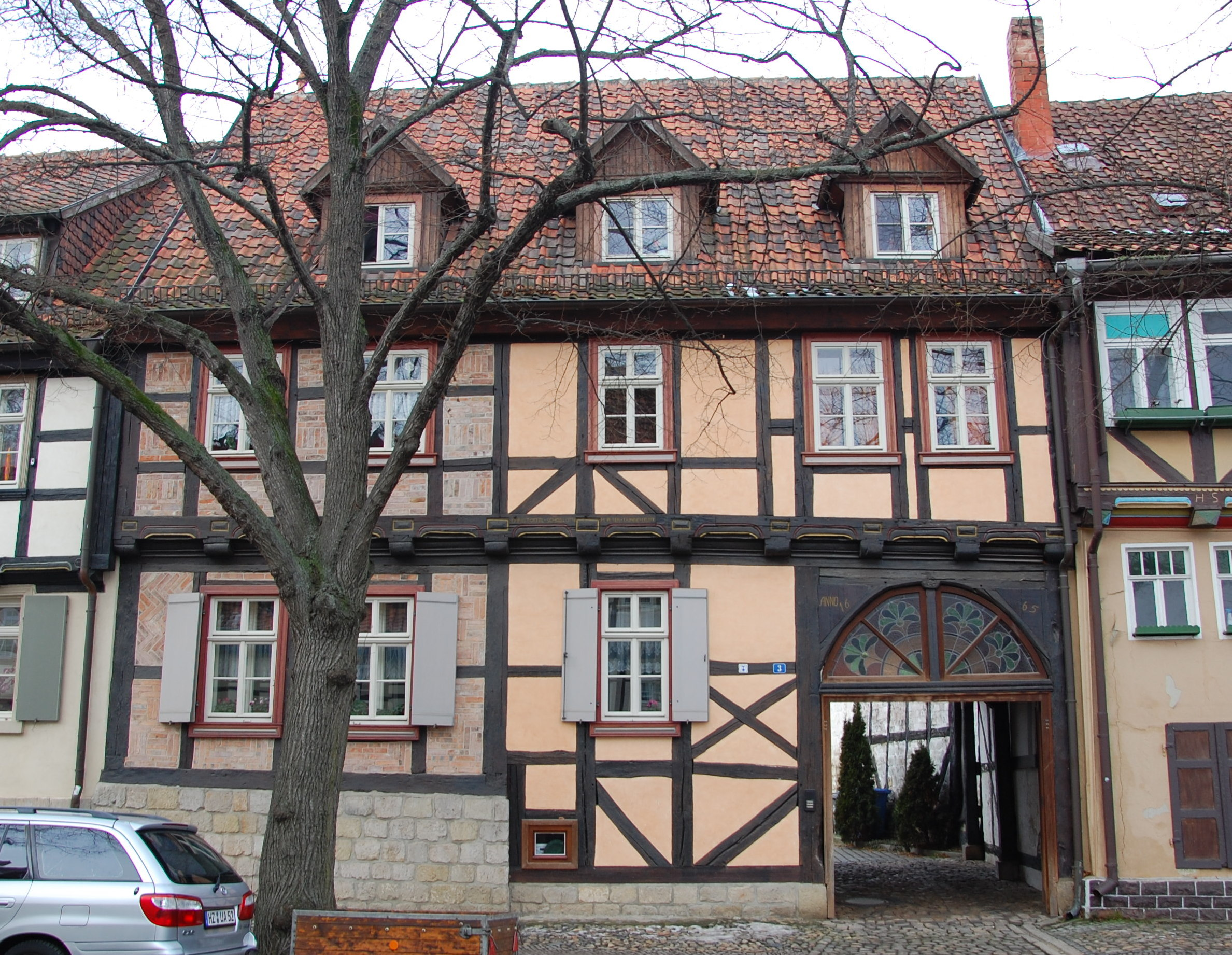
Konvent 3

Das Haus Konvent 3 ist ein denkmalgeschütztes Gebäude in der Stadt Quedlinburg in Sachsen-Anhalt.

## Lage
Es befindet sich im südlichen Teil der historischen Quedlinburger Neustadt auf der Westseite der Straße Konvent und ist im Quedlinburger Denkmalverzeichnis als Wohnhaus eingetragen. Südlich befindet sich das gleichfalls denkmalgeschützte Haus Konvent 2, nördlich das Gebäude Konvent 4.

## Architektur und Geschichte
Das zweigeschossige Fachwerkhaus entstand im Jahr 1665 und weist ein weitgehend noch bauzeitliches Erscheinungsbild auf. Der Bau erfolgte durch den Zimmermeister Peter Dünnehaupt. Auf ihn verweist die am Gebäude befindliche Inschrift M. PETER DÜNNEHAUPT. In der Nordhälfte des Gebäudes besteht eine Tordurchfahrt. In einigen Gefachen befinden sich Andreaskreuze und Fußstreben. Es bestehen Zierausmauerungen aus roten, mit Gipsmörtel vermauerten Ziegelsteinen. Die Stockschwelle ist plastisch profiliert und weist bauzeitliche Verzierungen auf.